# Josef Matuz

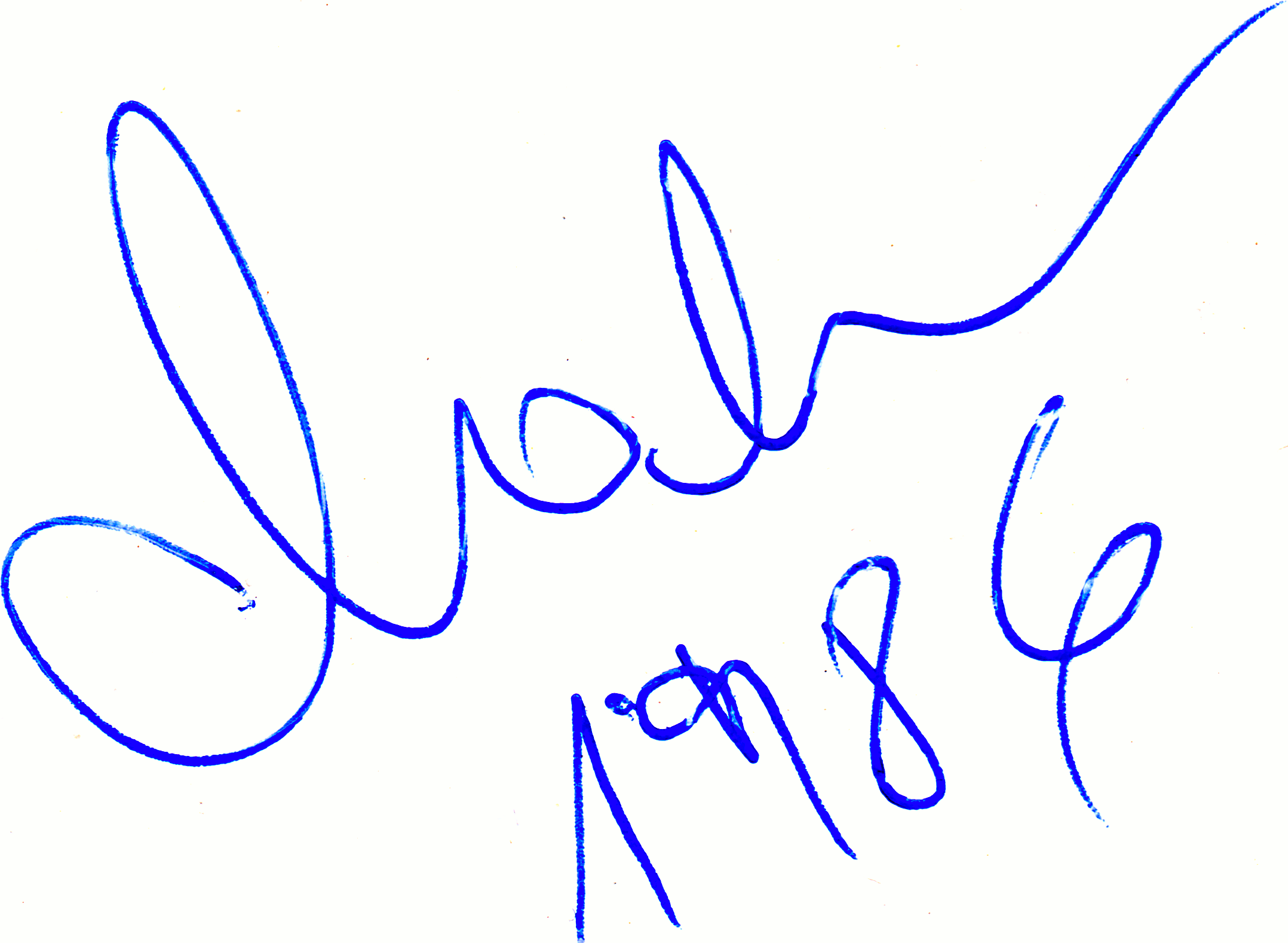
Unterschrift

Josef Eugen Matuz, eigentlich Matuz József Jenő, (* 27. Oktober 1925 in Budapest; † 20. Dezember 1992 in Freiburg im Breisgau) war ein deutscher Historiker, Orientalist, Turkologe, Islamkundler und Osmanist ungarischer Herkunft.

## Leben

### Familie
Die Eltern von Matuz waren der Architekt Josef Wagner und Etelka, geb. Kovács. Später wurde er von Ladislaus Matuz adoptiert. Matuz war von evangelisch-reformierter Konfession und heiratete 1949 Klara, geb. Csákóy.

### Bildung und Werdegang
Matuz forschte und lehrte an den Universitäten Budapest, Frankfurt, Freiburg und Straßburg in den Fachrichtungen Turkologie, Persistik, Arabistik, Mongolistik, Hungarologie, Geschichte und Philosophie.
Er war von 1948 bis 1951 Referendar am ungarischen Verteidigungsministerium. Von 1951 bis 1953 war er wissenschaftlicher Mitarbeiter am Militärhistorischen Archiv in Budapest und hatte von 1953 bis 1956 die Leitung der Geschichtswissenschaftlichen Abteilung der Gesellschaft zur Verbreitung wissenschaftlicher Kenntnisse in Budapest inne. Er erwarb 1954 sein Diplom als Oberschullehrer im Fach Geschichte.
Als der Ungarische Volksaufstand 1956 von der Sowjetarmee blutig niedergeschlagen wurde, floh Matuz in die Bundesrepublik Deutschland. Von 1957 bis 1961 war er in Darmstadt, Düsseldorf und Köln als Sozialpädagoge tätig. Nachdem er 1961 in München in Philosophie promoviert worden war, arbeitete er von 1962 bis 1963 am Orientalischen Seminar der Albert-Ludwigs-Universität Freiburg und daraufhin bis 1964 am Centre national de la recherche scientifique in Paris und Straßburg. Während seiner Zeit als Lektor am Orientalischen Seminar 1964–1968 wurde er 1965 in Islamwissenschaft promoviert. Von der Deutschen Forschungsgemeinschaft erhielt Matuz 1968–1970 ein Habilitationsstipendium. In den Jahren 1970–1973 war er weiterhin Lektor und Privatdozent am Orientalischen Seminar Freiburg. Währenddessen wurde er 1972 in Osmanistik und Turkologie habilitiert. Thema seiner Habilitationsschrift war Das Kanzleiwesen Sultan Süleymāns des Prächtigen. Bis 1975 dozierte er an der Universität Freiburg und war 1975–1976 Referent am Orient-Institut der Deutschen Morgenländischen Gesellschaft in Beirut. Von 1975 bis 1978 war er außerordentlicher Professor am Orientalischen Seminar Freiburg und seit 1979 bis zu seiner Emeritierung 1990 dort ordentlicher Professor.

## Wirken
Matuz hatte viel Zeit mit der Erforschung und Lehre hauptsächlich auf den Gebieten der mittelalterlichen und neuzeitlichen Orientalistik, Osmanistik und Turkologie verbracht. So hatte er bei einem längeren Orientaufenthalt in der Türkei, dem Libanon, Syrien und Ägypten alte Handschriften und Urkunden zur Geschichte islamischer Völker und Osmanen entdeckt und in mehreren seiner wissenschaftlichen Schriften vorgestellt und ausgewertet, wie z. B. in Herrscherurkunden des Osmanensultans Süleymāns des Prächtigen (1971).

## Ehrungen
Matuz erhielt 1973 die Ehrenurkunde des Türkischen Staatsministeriums.

## Veröffentlichungen (Auswahl)
- Eine Beschreibung des Khanats der Krim aus dem Jahre 1669. In: Acta Orientalia. Band 28, Nr. 1/2, 1963, ISSN 0001-6438, S. 129–151, doi:10.5617/ao.5245 (PDF).
- Notes relatives à l’édition de la chronique de Seyfi Tchelebi. In: Bulletin de la Faculté des Lettres de Strasbourg. Jg. 45, 1966, ISSN 0151-1971, S. 379–385.
- L’ouvrage de Seyfī Çelebī. Historien ottoman du XVIe siècle. Paris 1968.
- Über die Epistolographie und Inšā'-Literatur der Osmanen. In: Zeitschrift der Deutschen Morgenländischen Gesellschaft. Supplementa I. Teil 2, 1969, S. 574–594.
- Herrscherurkunden des Osmanensultans Süleymāns des Prächtigen. Ein chronologisches Verzeichnis. Schwarz, Freiburg 1971.
- Das Kanzleiwesen Sultan Süleymāns des Prächtigen. Steiner, Wiesbaden 1974, ISBN 3-515-01832-8.
- Der Verzicht Süleymāns des Prächtigen auf die Annexion Ungarns. In: Ungarn-Jahrbuch. Zeitschrift für die Kunde Ungarns und verwandte Gebiete. Band 6, 1974, ISSN 0082-755X, S. 38–46.
- Der Ausdruck gazdag pasa »reicher Pascha« in einem angeblichen Petőfi-Gedicht. In: Ural-Altaische Jahrbücher. Band 47, 1975, ISSN 0042-0786, S. 140–144.
- Die Pfortendolmetscher zur Herrschaftszeit Süleymāns des Prächtigen. In: Südost-Forschungen. Band 34, 1975, ISSN 0081-9077, S. 26–60.
- Krimtatarische Urkunden im Reichsarchiv zu Kopenhagen. Mit historisch-diplomatischen und sprachlichen Untersuchungen. Schwarz & Matuz, Freiburg 1976, ISBN 3-87997-049-1.
- Osmanistische Archivreisen im Irak und in Syrien. In: Zeitschrift der Deutschen Morgenländischen Gesellschaft. Wissenschaftliche Nachrichten. Band 129, 1979, ISSN 0341-0137, S. 1–7.
- Vom Übertritt osmanischer Soldaten zu den Safawiden. In: Ulrich Haarmann, Peter Bachmann (Hrsg.): Die Islamische Welt zwischen Mittelalter und Neuzeit. Steiner, Beirut, Wiesbaden 1979, ISBN 3-515-01845-X, S. 402–415.
- Ein »unkanzleimäßiger« Ferman Sultan Süleymāns des Prächtigen. In: Acta Orientalia Academiae Scientiarum Hungaricae. Band 38, Nr. 1–2, 1984, ISSN 0001-6446, S. 105–113.
- Das Osmanische Reich. Grundlinien seiner Geschichte. Darmstadt 1985, ISBN 3-534-05845-3.
- Warum es in der ottomanischen Türkei keine Industrieentwicklung gab. In: Südosteuropa-Mitteilungen. Vierteljahresschrift der Südosteuropa-Gesellschaft. Jg. 25, Nr. 3, 1985, ISSN 0340-174X, S. 43–46.
- Die Steuerkonskription des Sandschaks Stuhlweißenburg aus den Jahren 1563 bis 1565. aku & Schwarz, Bamberg, Berlin 1985, ISBN 3-925445-09-9.
- Eine ungewöhnliche osmanische Großwesirs-Titulatur. In: Wiener Zeitschrift für die Kunde des Morgenlandes. Band 77, 1987, ISSN 0084-0076, S. 87–103.
- Wesir Abdurrahman Abdi Pascha, der letzte Ofner Beglerbeg (Versuch einer Vita). In: Acta Historica Academiae Scientiarum Hungaricae. Band 33, Nr. 2–4, 1987, ISSN 0001-5849, S. 341–350.
- Les relations étrangères du Khanat de Crimée (XVe–XVIIIe siècles). In: Revue d’histoire diplomatique. Jg. 102, 1988, ISSN 0035-2365, S. 233–249.
- Aufstieg und Niedergang der osmanischen Militärmacht. In: Militärgeschichtliche Mitteilungen. Band 46, Nr. 2, 1989, ISSN 0026-3826, S. 21–33.
- Zur Bewährungsbelohnung im Osmanischen Reich Mitte des 16. Jh. In: Wiener Zeitschrift für die Kunde des Morgenlandes. Band 82, 1992, ISSN 0084-0076, S. 289–295.
- Transmission of Directives from the Center to the Periphery in the Ottoman State from the Beginning until the Seventeenth Century. In: Caesar E. Farah (Hrsg.): Decision Making And Change In The Ottoman Empire. Kirksville 1993, ISBN 0-943549-15-9, S. 19–27.